# دانشگاه تولیدو
دانشگاه تولیدو (به انگلیسی: University of Toledo) یک دانشگاه تحقیقاتی دولتی در تولیدو واقع در ایالت اوهایو آمریکا است که در سال ۱۸۷۲ میلادی بنیان‌گذاری شده‌است.